# 阿廷斯凯
51°14′4″N 34°16′6″E / 51.23444°N 34.26833°E
阿廷斯凱（烏克蘭語：Атинське）是位於烏克蘭東北部的村莊，由蘇梅州蘇梅區的比洛皮利亞市鎮負責管轄。該村處於維爾河右岸，距離雷日夫卡、霍利希夫斯凯和斯圖卡利夫卡1.5公里，海拔高度152米，2001年人口149。